# Jean-Charles-Auguste de Leiningen-Dagsbourg-Falkenbourg
Jean-Charles-Auguste comte de Leiningen-Dagsbourg-Falkenbourg (allemand : Johann Karl August von Leiningen-Dagsburg) (19 mars 1662, château de Broich, Mülheim – 13 novembre 1698, Ibid.) est un noble allemand. Il est comte de Leiningen et Dagsbourg, par héritage, il est seigneur de Broich et Bürgel.
Il est un fils de George-Guillaume de Leiningen-Dagsbourg (8 mars 1636, Heidesheim am Rhein - 18 juillet 1672, Oberstein) et de son épouse, la comtesse Anne-Élisabeth de Daun-Falkenstein (1er janvier 1636 - 4 juin 1685, château de Broich), fille de Guillaume Wirich de Daun-Falkenstein (1613-1682), et d’Élisabeth de Waldeck-Wildungen (1610-1647).

## Mariage et descendance
Le 13 décembre 1685, il se marie au château de Babenhausen avec Jeanne-Madeleine de Hanau-Lichtenberg (18 décembre 1660, Rheinau - 21 août 1715, Hanau), fille de Jean-Reinhard II de Hanau-Lichtenberg (1628-1666) et de son épouse, Anne de Birkenfeld-Bischweiler (1640-1693). Ils ont les enfants suivants:
- Anne-Dorothée-Charlotte (11 août 1687 au château de Broich; décédée jeune)
- Alexandrine Catherine (21 août 1688, château De Broich - novembre 1708)
- Sophie-Madeleine (14 avril 1691, château de Broich  - 18 mars 1727); mariée en septembre 1713 au château de Broich avec Jean-Charles-Louis de Salm-Grumbach (20 juin 1686 Rheingrafenstein - 21 octobre 1740), fils du comte Frédéric-Guillaume de Salm-Grumbach (1644-1706) et de son épouse, la comtesse Louise de Leiningen (1654-1723)
- Marie-Christine de Leiningen-Dagsbourg-Falkenbourg-Heidesheim (29 décembre 1692, château de Broich - 3 juin 1734, Eisenach); mariée d'abord 4 décembre 1711 à Christophe de Bade-Durlach (9 octobre 1684 au Château de Karlsburg - 2 mai 1723 à Karlsruhe), fils de Frédéric VII Magnus de Bade-Durlach (1647-1709) et de son épouse, la princesse Augusta Marie de Holstein-Gottorp (1649-1728); remariée, le 29 mai 1727 au château de Philippsruhe avec Jean-Guillaume de Saxe-Eisenach (17 octobre 1666, Friedewald - 14 janvier 1729 à Eisenach), fils de Jean-Georges Ier de Saxe-Eisenach (1634-1686) et de son épouse, la comtesse Jeannette de Sayn-Wittgenstein (1626-1701)
- Guillaume-Christian-Reinhard (30 novembre 1693, château De Broich - 1er décembre 1693)
- Christian-Charles-Reinhard de Leiningen-Dagsbourg-Falkenbourg (7 juillet 1695, château de Broich - 17 novembre 1766, Heidenheim); marié le 27 novembre 1726 à Mettenheim avec Catherine-Polyxène de Solms-Rödelheim (30 janvier 1702, Rödelheim - 29 mars 1765, Heidenheim, Allemagne), fille de comte Louis de Solms-Rödelheim (1664-1716) et de son épouse, la comtesse Charlotte-Sibylle d'Ahlefeldt-Rixinger (1672-1716)
- Jean-Guillaume-Louis (5 avril 1697, château de Broich - novembre 1742); marié en 1730 à Sophie-Éléonore (1710, Dabo - 19 juin 1768), fille du comte Léopold Emich de Leiningen (1685-1719) et de son épouse, la comtesse Charlotte-Amélie de Leiningen (1682-1729)